# THE IDOLM@STER BEST OF 765+876=!!
『THE IDOLM@STER BEST OF 765+876=!!』（アイドルマスター ベスト オブ ナムコ プラス バンナム）は、2010年5月12日から日本コロムビアよりリリースされたゲーム『THE IDOLM@STER』のベストアルバムシリーズ。

## 概要
『MASTER OF MASTER』に続くベストアルバム第2弾。『THE IDOLM@STER』シリーズの5周年の集大成として作成された。
VOL.01 - 03とライブ会場限定盤1枚の全4枚が発売されている。VOL.01 - 03には、メモリアル限定版と通常版がある。
なお、本CDシリーズで初CD化された楽曲は太字で、リミックスされた楽曲は斜体で表記する。

## VOL.01
2010年5月12日発売。765プロと876プロの各アイドルのソロ曲を収録したCD。メモリアル限定版はVOL.02と03の特典を収納できるLPサイズのBOXパッケージ仕様となっている。
内容は登場キャラクターがソロで歌う代表的な楽曲で構成され、収録曲には新曲「THE 愛」を含む。音楽出版社が運営するCDジャーナルでは、「さすが厳選されているだけに、どの曲も、どの娘もベスト・マッチングとなっており、シリーズの集大成的なアルバムに仕上がっている。」と評価されている。
収録曲
1. 乙女よ大志を抱け!!
歌：天海春香（中村繪里子）
作詞：yura、作曲・編曲：白戸佑輔、編曲：景家淳
2. キラメキラリ
歌：高槻やよい（仁後真耶子）
作詞：yura、作曲：神前暁
3. ショッキングな彼
歌：星井美希（長谷川明子）
作詞：NBGI（mft）、作曲・編曲：NBGI（中川浩二）、編曲：NBGI（増渕裕二）
4. いっぱいいっぱい
歌：秋月律子（若林直美）
作詞：中村恵、作曲：NBGI（佐々木宏人）
5. 自転車
歌：菊地真（平田宏美）
作詞：白瀬彩、作曲：伊藤心太郎
6. arcadia
歌：如月千早（今井麻美）
作詞：白瀬彩、作曲・編曲：上松範康、編曲：中山真斗
7. ALRIGHT*
歌：萩原雪歩（長谷優里奈）
作詞：yura、作曲・編曲：cota、編曲；関淳二郎
8. Next Life
歌：我那覇響（沼倉愛美）
作詞・作曲・編曲：NBGI（遠山明孝）
9. Dazziling World（M@STER VERSION）
歌：秋月涼（三瓶由布子）
作詞・作曲・編曲：NBGI（渡辺量）
10. フラワーガール
歌：四条貴音（原由実）
作詞：NBGI（Yoshi）・NBGI（kyon）、作曲・編曲：NBGI（Yoshi）
11. プリコグ（M@STER VERSION）
歌：水谷絵理（花澤香菜）
作詞：遠藤フビト、作曲・編曲：NBGI（内田哲也）
12. スタ→トスタ→
歌：双海亜美 / 真美（下田麻美）
作詞：yura・NBGI（おおくぼひろし）、編曲：NBGI（おおくぼひろし）
13. フタリの記憶
歌：水瀬伊織（釘宮理恵）
作詞：NBGI（mft）、作曲・編曲：NBGI（中川浩二）、編曲：NBGI（大上昌子）
14. ALIVE（M@STER VERSION）
歌：日高愛（戸松遥）
作詞：NBGI（mft）、作曲・編曲：NBGI（椎名豪）
15. 隣に…
歌：三浦あずさ（たかはし智秋）
作詞：貝田由里子、作曲・編曲：NBGI（椎名豪）
16. 花
歌：音無小鳥（滝田樹里）
作詞：yura、作曲・編曲：藤末樹、編曲：景家淳
17. THE 愛
歌：天海春香（中村繪里子）、菊地真（平田宏美）、高槻やよい（仁後真耶子）、我那覇響（沼倉愛美）、日高愛（戸松遥）
作詞：yura、作曲・編曲：佐々木宏人

## VOL.02
2010年6月2日発売。アイドル2〜3人で歌唱するユニット曲を中心に収録したCD。メモリアル限定版には、これまでに発売された全CDの情報および全75曲の歌詞等が収録された、LPサイズのメモリアルブックが付属。
収録曲
1. “HELLO!!”（M@STER VERSION）
歌： 日高愛（戸松遥）、水谷絵理（花澤香菜）、秋月涼（三瓶由布子）
作詞：yura、作曲・編曲：神前暁
2. Colorful Days（M@STER VERSION）
歌： 天海春香（中村繪里子）、如月千早（今井麻美）、双海亜美 / 真美（下田麻美）
作詞：中村恵、作曲・編曲 ：NBGI（佐々木宏人）
3. ポジティブ!（M@STER VERSION）
歌： 水瀬伊織（釘宮理恵）、高槻やよい（仁後真耶子）、双海亜美 / 真美（下田麻美）
作詞：NBGI（mft）、作曲・編曲：NBGI（中川浩二）
4. YES♪
歌： 天海春香（中村繪里子）、菊地真（平田宏美）
作詞：yura、作曲・編曲：若林充
5. シャララ
歌： 三浦あずさ（たかはし智秋）、秋月律子（若林直美）
作詞：yura、作曲・編曲：川田瑠夏
6. バレンタイン
歌： 高槻やよい（仁後真耶子）、星井美希（長谷川明子）
作詞・作曲・編曲：桃井はるこ、編曲：齋藤真也
7. スキ
歌： 天海春香（中村繪里子）、如月千早（今井麻美）、双海亜美 / 真美（下田麻美）
作詞：只野菜摘、作曲・編曲：cota
8. あったかな雪
歌： 高槻やよい（仁後真耶子）、双海亜美 / 真美（下田麻美）、星井美希（長谷川明子）
作詞：白瀬彩、作曲：糀谷拓土、編曲：マルヤマテツオ
9. 魔法をかけて!（M@STER VERSION）
歌： 秋月律子（若林直美）、天海春香（中村繪里子）、萩原雪歩（長谷優里奈）
作詞・作曲・編曲：NBGI（神前暁）
10. shiny smile（M@STER VERSION）
歌： 天海春香（中村繪里子）、如月千早（今井麻美）、秋月律子（若林直美）
作詞：朝日祭、作曲・編曲 ：NBGI（Yoshi）
11. Do-Dai（M@STER VERSION）
歌： 水瀬伊織（釘宮理恵）、高槻やよい（仁後真耶子）
作詞：NBGI（mft）、作曲・編曲：NBGI（中川浩二）
12. ハッピース
歌： 日高愛（戸松遥）、水谷絵理（花澤香菜）、秋月涼（三瓶由布子）
作詞：伊那村さちこ、作曲・編曲：NBGI（Yoshi）
13. オーバーマスター（M@STER VERSION）
歌： 星井美希（長谷川明子）、我那覇響（沼倉愛美）、四条貴音（原由実）
作詞：NBGI（mft）、作曲・編曲：NBGI（中川浩二）、編曲：NBGI（増渕裕二）
14. inferno
歌： 如月千早（今井麻美）、萩原雪歩（長谷優里奈）
作詞：yura Dark、作曲・編曲：藤末樹、編曲：草野よしひろ
15. KisS
歌： 星井美希（長谷川明子）、我那覇響（沼倉愛美）、四条貴音（原由実）
作詞：yura Dark、作曲：橋本由香利
16. my song（M@STER VERSION）
歌： 水瀬伊織（釘宮理恵）、三浦あずさ（たかはし智秋）、菊地真（平田宏美）
作詞：yura、作曲・編曲：神前暁
17. ID:[OL]
歌： 音無小鳥（滝田樹里） featuring T[メンバー 1]
作詞：yura、作曲・編曲；上田晃司、編曲：草野ヨシヒロ
18. DREAM
歌： 萩原雪歩（長谷優里奈）、秋月律子（若林直美）、星井美希（長谷川明子）、四条貴音（原由実）、秋月涼（三瓶由布子）
作詞：yura Dark、作曲：NBGI（中川浩二）、編曲：NBGI（中川浩二・増渕裕二）

## VOL.03
2010年6月23日発売。各アイドル4人以上で歌唱するグループ曲を収録したCD。メモリアル限定版には、ゲームで使用されたBGM43曲を収録したCD『THE IDOLM@STER BGM COLLECTION』が付属。
収録曲
1. キミはメロディ（M@STER VERSION）
歌：三浦あずさ（たかはし智秋）、四条貴音（原由実）、如月千早（今井麻美）、星井美希（長谷川明子）、高槻やよい（仁後真耶子）、双海亜美 / 真美（下田麻美）
作詞：遠藤フビト、作曲・編曲 ：NBGI（内田哲也）
2. エージェント夜を往く（M@STER VERSION）
歌：菊地真（平田宏美）、双海亜美 / 真美（下田麻美）、我那覇響（沼倉愛美）、四条貴音（原由実）
作詞・作曲・編曲：NBGI（LindaAI-CUE）
3. いっしょ
歌：天海春香（中村繪里子）、高槻やよい（仁後真耶子）、星井美希（長谷川明子）、三浦あずさ（たかはし智秋）、双海亜美 / 真美（下田麻美）
作詞：yura、作曲・編曲：藤末樹
4. It's Show
歌：如月千早（今井麻美）、水瀬伊織（釘宮理恵）、秋月律子（若林直美）、菊地真（平田宏美）、萩原雪歩（長谷優里奈）、音無小鳥（滝田樹里）
作詞：yura、作曲・編曲：藤末樹
5. GO MY WAY!!（M@STER VERSION）
歌：天海春香（中村繪里子）、高槻やよい（仁後真耶子）、水瀬伊織（釘宮理恵）、如月千早（今井麻美）、菊地真（平田宏美）
作詞：yura、作曲・編曲：NBGI（神前暁）
6. チェリー
歌：天海春香（中村繪里子）、水瀬伊織（釘宮理恵）、我那覇響（沼倉愛美）、秋月律子（若林直美）、菊地真（平田宏美）、萩原雪歩（長谷優里奈）
作詞：yura、作曲・編曲：Funta7
7. サニー
歌：双海亜美 / 真美（下田麻美）、三浦あずさ（たかはし智秋）、水瀬伊織（釘宮理恵）、萩原雪歩（長谷優里奈）、秋月律子（若林直美）
作詞：yura、作曲・編曲：Funta
8. メリー
歌：天海春香（中村繪里子）、如月千早（今井麻美）、高槻やよい（仁後真耶子）、菊地真（平田宏美）、星井美希（長谷川明子）
作詞：yura、作曲・編曲：Funta
9. まっすぐ（M@STER VERSION）
歌：菊地真（平田宏美）、三浦あずさ（たかはし智秋）、萩原雪歩（長谷優里奈）、双海亜美 / 真美（下田麻美）、星井美希（長谷川明子）
作詞：朝日祭、作曲・編曲：NBGI（Yoshi）
10. My Best Friend（M@STER VERSION）
歌：萩原雪歩（長谷優里奈）、双海亜美 / 真美（下田麻美）、秋月律子（若林直美）、高槻やよい（仁後真耶子）、四条貴音（原由実）
作詞：NBGI（uRy）、作曲・編曲：NBGI（おおくぼひろし）、編曲：NBGI（大上昌子）
11. i
歌：IM@S ALLSTARS+[メンバー 2]
作詞：中村恵、作曲・編曲：NBGI（佐々木宏人）
12. L・O・B・M
歌：IM@S ALLSTARS++[メンバー 3]
作詞：NBGI（mft）、作曲・編曲：NBGI（高田龍一）
13. 思い出をありがとう（M@STER VERSION）
歌：菊地真（平田宏美）、秋月律子（若林直美）、如月千早（今井麻美）、星井美希（長谷川明子）、我那覇響（沼倉愛美）
作詞：中村恵、作曲・編曲：NBGI（佐々木宏人）
14. またね（M@STER VERSION）
歌：天海春香（中村繪里子）、水瀬伊織（釘宮理恵）、我那覇響（沼倉愛美）、秋月律子（若林直美）、菊地真（平田宏美）、萩原雪歩（長谷優里奈）
作詞：伊那村さちこ、作曲・編曲：NBGI（Yoshi）
15. LOST
歌：如月千早（今井麻美）、三浦あずさ（たかはし智秋）、水瀬伊織（釘宮理恵）、双海亜美 / 真美（下田麻美）、水谷絵理（花澤香菜）
作詞：yura-yura Dark、作曲・編曲：神前暁
16. THE IDOLM@STER
歌：IM@S ALLSTARS1641[メンバー 4]
作詞：中村恵、作曲・編曲：NBGI（佐々木宏人）

## THE iDRE@MLOST
2010年7月3日・4日に幕張イベントホールにて開催された、5周年記念ライブイベント会場で限定販売された作品。VOL.01 - 03の新曲「THE 愛」・「DREAM」・「LOST」のソロバージョン15曲を収録。
同イベントにて「萩原雪歩」役の声優が浅倉杏美に変更となることが発表され、長谷が「雪歩」を演じた最後の作品となった。
収録曲
1. THE 愛
歌：天海春香（中村繪里子）
2. THE 愛
歌：菊地真（平田宏美）
3. THE 愛
歌：高槻やよい（仁後真耶子）
4. THE 愛
歌：我那覇響（沼倉愛美）
5. THE 愛
歌：日高愛（戸松遥）
6. DREAM
歌：萩原雪歩（長谷優里奈）
7. DREAM
歌：秋月律子（若林直美）
8. DREAM
歌：星井美希（長谷川明子）
9. DREAM
歌：四条貴音（原由実）
10. DREAM
歌：秋月涼（三瓶由布子）
11. LOST
歌：如月千早（今井麻美）
12. LOST
歌：三浦あずさ（たかはし智秋）
13. LOST
歌：水瀬伊織（釘宮理恵）
14. LOST
歌：双海亜美 / 真美（下田麻美）
15. LOST
歌：水谷絵理（花澤香菜）

### ユニットメンバー
1. ↑  軽口哲也（細井治）、高木順一朗（徳丸完）
2. ↑  天海春香（中村繪里子）、星井美希（長谷川明子）、如月千早（今井麻美）、高槻やよい（仁後真耶子）、萩原雪歩（長谷優里奈）、菊地真（平田宏美）、双海亜美 / 真美（下田麻美）、水瀬伊織（釘宮理恵）、三浦あずさ（たかはし智秋）、秋月律子（若林直美）、音無小鳥（滝田樹里）
3. ↑  天海春香（中村繪里子）、星井美希（長谷川明子）、如月千早（今井麻美）、高槻やよい（仁後真耶子）、萩原雪歩（長谷優里奈）、菊地真（平田宏美）、双海亜美 / 真美（下田麻美）、水瀬伊織（釘宮理恵）、三浦あずさ（たかはし智秋）、四条貴音（原由実）、我那覇響（沼倉愛美）、秋月律子（若林直美）、音無小鳥（滝田樹里）
4. ↑  天海春香（中村繪里子）、星井美希（長谷川明子）、如月千早（今井麻美）、高槻やよい（仁後真耶子）、萩原雪歩（長谷優里奈）、菊地真（平田宏美）、双海亜美 / 真美（下田麻美）、水瀬伊織（釘宮理恵）、三浦あずさ（たかはし智秋）、四条貴音（原由実）、我那覇響（沼倉愛美）、秋月律子（若林直美）、音無小鳥（滝田樹里）、日高愛（戸松遥）、水谷絵理（花澤香菜）、秋月涼（三瓶由布子）